# Юрика (научная станция)
Ю́рика (реже Эврика, англ. Eureka) — небольшая научная станция на полуострове Fosheim, острове Элсмир региона Кикиктани в канадской провинции Нунавут, основанная в 1947 году. Находится на расстоянии 1085 км от Северного полюса и располагается на севере острова Элсмир на высоте 10 метров над уровнем Мирового океана, а также на северной стороне фьорда Slidre, которые далее на западе входит в водный путь Eureka Sound. Является третьим ближним к северному полюсу постоянным научным поселением в мире. Два другие, расположенных ещё севернее, — это Алерт, также на острове Элсмир, и Норд в Гренландии. Постоянно в поселении живут 8 человек военных, которые следят за работой оборудования. Климат Юрики — один из самых суровых — средняя температура не поднимается выше отметки в −20 градусов Цельсия, а среднегодовая температура и осадки самые низкие среди всех метеорологических станций в Канаде. Инфраструктура станции размещается на трёх площадях: аэродром с взлётно-посадочной полосой длиной 1 километр 474 метра, включая форт Юрика с жильём для обслуживающего персонала из числа военнослужащих, занимающегося аппаратурой связи острова; метеорологическая станция Министерства окружающей среды Канады и Лаборатория полярной среды по атмосферным исследованиям (PEARL), ранее являвшаяся Arctic Stratospheric Ozone Observatory (AStrO). PEARL управляется консорциумом канадских исследовательских университетов и правительственными агентствами, известными как Канадская сеть по обнаружению атмосферных изменений (CANDAC). С 30 апреля 2012 года было объявлено о прекращении круглогодичного времени работы PEARL из-за отсутствия финансирования, однако в мае 2013 это решение было отменено в связи с появлением новых фондов. Почтовым кодом Юрики является X0A 0G0, а международный телефонный код — 867.
Другими поселениями на острове Элсмир являются Алерт и Грис-Фьорд.

## История
Юрика была основана 11 апреля 1947 года в рамках требований по созданию сети арктических метеостанций. К этой дате по воздуху было переброшено 100 тонн полезного груза в перспективное для заселения место острова Элсмир и было возведено пять сборных жилых строений. Постоянные погодные наблюдения начаты 1 января 1948. На протяжении многих лет станция расширялась. На своём пике, в 1970-х годах там было как минимум 15 штатных сотрудников; в 2005 году сообщалось о нулевом постоянном населении с минимум 8 сотрудниками на основе ротации.
На станции были несколько поколений построек. Последнее строение — это операционный центр с рабочими секторами и жилыми помещениями в единой крупной структуре, которая была завершена в 2005 году.

## Климат
Относится к региону Крайнего Севера. Полярный день на станции длится с 10 апреля до 29 августа и полярная ночь с середины октября до конца февраля. На Юрике наименьшая среднегодовая температура и наименьшая величина осадков среди всех метеостанций Канады, со средней температурой −18,8 °C (−1,8 °F). Зима морозная, но летом немного теплее, нежели в других местах канадской Арктики. Тем не менее, со времени начала наблюдений, температура никогда не превышала 20,9 °C, впервые достигнув этой отметки 14 июля 2009 года. Хотя зона здесь является полярной пустыней, испарения также очень низки, что позволяет сохраняться ограниченному объёму влаги и питать растения и животных.
| Показатель                                                                        | Янв.  | Фев.  | Март  | Апр.  | Май   | Июнь  | Июль | Авг.  | Сен.  | Окт.  | Нояб. | Дек.  | Год   |
| --------------------------------------------------------------------------------- | ----- | ----- | ----- | ----- | ----- | ----- | ---- | ----- | ----- | ----- | ----- | ----- | ----- |
| Абсолютный максимум, °C                                                           | −1,1  | −1,1  | −8    | −2,8  | 7,5   | 18,5  | 20,9 | 17,0  | 9,3   | 5,0   | −1,7  | −2,1  | 20,9  |
| Средний суточный максимум, °C                                                     | −32,9 | −33,7 | −33,3 | −22,5 | −6,9  | 5,7   | 9,3  | 5,4   | −3,8  | −17,1 | −25,9 | −29,7 | −15,5 |
| Средняя температура, °C                                                           | −36,5 | −37,4 | −36,8 | −26,5 | −10,2 | 3,0   | 6,1  | 3,2   | −6,4  | −20,7 | −29,4 | −33,3 | −18,8 |
| Средний суточный минимум, °C                                                      | −40,1 | −41,1 | −40,3 | −30,5 | −13,3 | 0,4   | 2,9  | 0,9   | −9    | −24,3 | −33   | −36,8 | −22   |
| Абсолютный минимум, °C                                                            | −53,3 | −55,3 | −52,8 | −48,9 | −31,1 | −13,9 | −2,2 | −11,2 | −31,7 | −41,7 | −48,2 | −51,7 | −55,3 |
| Источник: Министерство окружающей среды Канады Canadian Climate Normals 1981–2010 |       |       |       |       |       |       |      |       |       |       |       |       |       |

## Жизнеобеспечение
Комплекс оснащён дизельными генераторами. Каждые три недели на станцию по воздуху доставляются свежие продукты и почта и ежегодно в конце лета из Монреаля судном прибывают тяжёлые грузы. 3 июля 2009 года на аэродром Юрики совершил посадку датский самолёт Challenger 604 MMA, являвшийся военным наблюдательным авиасудном. Он посетил станцию для рассмотрения возможностей совершения датскими самолётами поисково-спасательных миссий на канадской территории. Canadian American Strategic Review критически писал, что первым самолётом, прилетевшим в Юрику, был не канадский.
На широте Юрики находится геостационарный спутник связи, доступный при ориентации антенны в южном направлении и почти горизонтально; орбиты спутников далеко на востоке и на западе будут ниже линии горизонта. Телефонная связь и телевещание доступны с 1982 года, когда в результате операции Hurricane была создана спутнковая приёмная станция в близлежащей Skull Point, с которой открыт свободный обзор на юг. Телевизионный передатчик малой мощности Channel 9, размещённый в Skull Point, был самой северной телестанцией в мире. В 1980-х телевизионное аудиосопровождение часто подключали к телефонии для трансляции теленовостей CBC через радиостанцию CHAR-FM в изолированное поселение Алерт. В последнее время CANDAC установила, по-видимому, самую северную наземную станцию геостационарного спутника для предоставления в PEARL интернет-связи.

## Флора и фауна
Юрика описывается как «место садов в Арктике» в связи с наличием обильной флоры и фауны в районе станции, большей чем где-либо ещё в высоких арктических широтах. Фауна включает в себя овцебыка, арктического волка, полярную лисицу, арктического беляка и леммингов. В дополнение, летом там гнездятся гуси, утки, совы, вороны, гагары, чайки и множество других мелких птиц, выращивающих молодняк и возвращающихся на юг в августе.